# 函館遊廓
函館遊廓（はこだてゆうかく）は、北海道函館市大森町にあった遊廓。大森遊廓、辰巳の里とも呼ばれた。
函館の代表的遊廓であるから本項の後半にて、函館の遊廓についても解説する。

## 概要
1907年（明治40年）8月の明治40年函館大火で台町遊廓および蓬莱町遊廓が焼失。翌1908年（明治41年）2月28日までに移転するように公示が出されたものの、反対運動により実際は遅れて1909年（明治42年）には移転が進んだ。
事業者達は、東京の吉原遊廓を真似て、かつて大森交番があった場所付近にコンクリート製の門を立てた。この門を大門（おおもん）または西大門（にしおおもん）と呼んだが、そのうち"だいもん"と呼ぶようになり地域名として使われている。
なお、大門（おおもん）は山ノ上遊廓（箱館新郭、山ノ上遊里とも）にも設置されていた。こちらの遊廓も吉原遊廓風にデザインしている。
雑誌『ミス北日本（1937年<昭和12年>4月5日号）』によると、移転当初の規模は事業者は124軒、760人。しかし私娼、カフェーやバーの進出により1934年発生の昭和9年函館大火直前で42軒、230人。1937年（昭和12年）には30軒、120人に減った。
1958年（昭和33年）4月、売春防止法の罰則規定が完全実施された時点で25軒の事業者があったが、4軒が旅館、3件が飲食店、10数軒が間貸しやアパート経営に転業した。

### 場所
遊廓として指定された場所は
- 大森町9番地から22番地
- 同町27番地から39番地

の2区画だった。

## 函館の遊廓について
函館の遊廓は1857年（安政4年）、函館港開港の後初めての居留外国人のアメリカ貿易事務官エリシャ・ライスが、箱館奉行に対して身の回りの世話をする女性の提供を求めた。翌安政5年1月に、「たま」という女性を派遣した。今後居留外国人が女性を懇望し、その世話を箱館奉行へ依頼してくることは大いに考えられることから、いつでもその要望に対応できるような方法を考えた結果、年季奉公を抱えた娘たちを売女や女芸者に仕立て、彼女らに遊女屋同様の所業をさせていた茶屋営業者に遊女屋の営業を認可、代償に指図しだいでいつでも外国人へも女性を提供するようにしたことがきっかけである。その後、同年2月には、山ノ上町（旧町名）の遊女屋が集まっている1区画を板塀で囲い、入り口に大門（おおもん）を構た吉原遊廓風の遊廓「山ノ上遊廓」が成立した。